# VM Motori

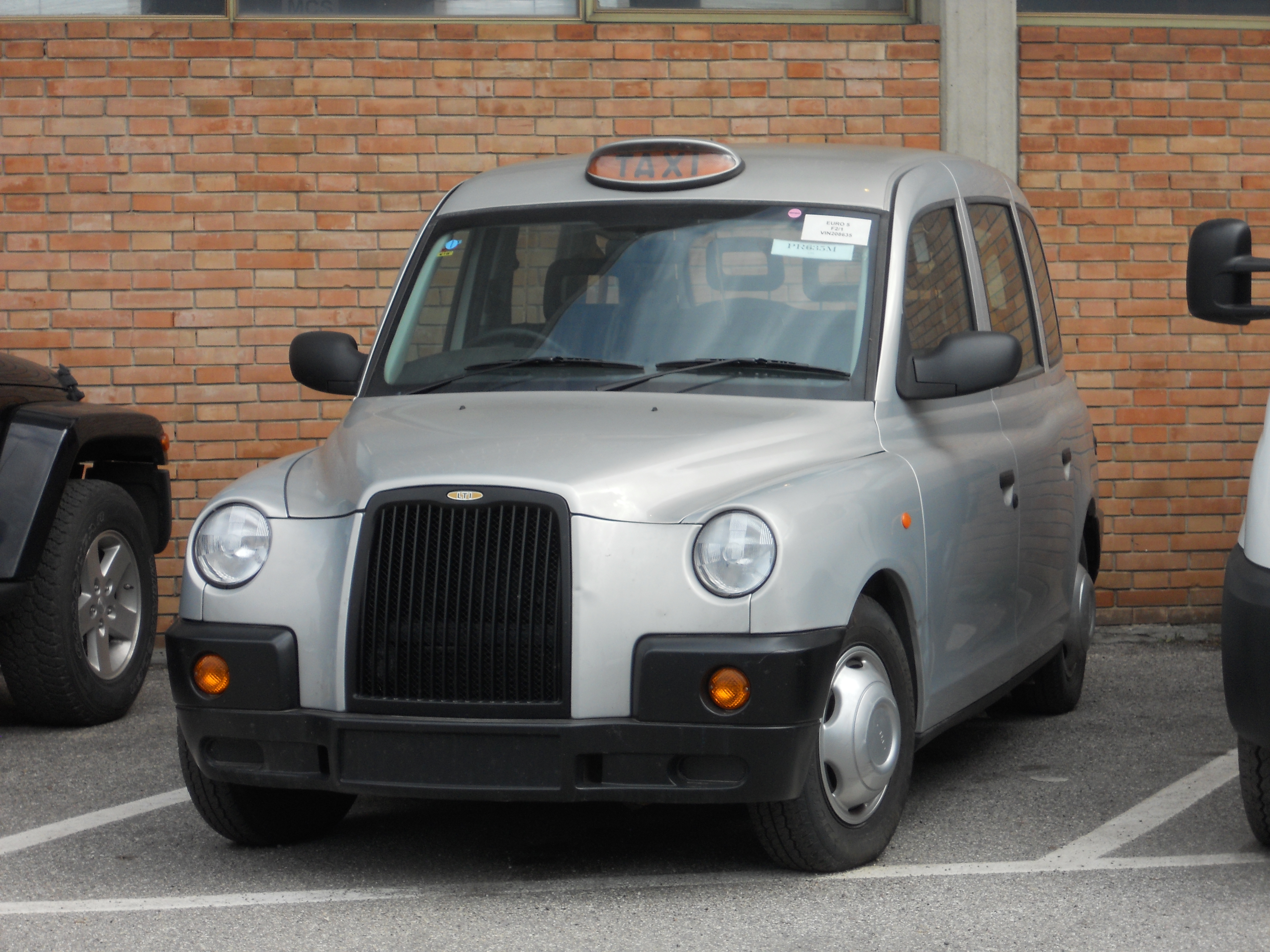
Taxi London Taxi International "TX4" équipé du moteur R425 DOHC de 2.5 L VM Motori

VM Motori S.p.A. est une entreprise industrielle de moteurs Diesel et une des rares entreprises qui produisent exclusivement des moteurs Diesel, implantée à Cento, dans la province de Ferrare dans le nord de l'Italie.

## Histoire
Les deux associés Claudio Vancini et Ugo Martelli ont fondé leur entreprise en 1947. Ils utilisèrent la première lettre de leur nom respectif pour désigner leur nouvelle société : V.M.
La réussite va venir très rapidement avec leur premier moteur, un diesel injection directe refroidi à l'air. Ce sera d'ailleurs le premier moteur italien de ce type. Il ne tardera pas à s'imposer car les industriels recherchaient un moteur de ce type : simple, pas très cher, fiable et consommant bien moins que les autres moteurs diesel à injection indirecte de puissance équivalente. La production se développa à un rythme très rapide car sa réputation ne tarde pas à faire le tour des pays industrialisés.
En 1970, la société « Stabilimenti Meccanici Triestini », une coentreprise entre les groupes SNIA et Finmeccanica, qui était à cette époque une division de la très puissante holding publique italienne IRI, spécialisée dans la production de machines pour la réalisation de fibres textiles, connait une crise du secteur. Finmeccanica rachète la totalité de la société et négocie avec la toute jeune VM Motori qui portera à la fusion des deux entités avec l'absorption de SMT par VM, avec la constitution d'une nouvelle société Stabilimenti Meccanici VM S.p.A. disposant de deux usines, celle de Cento pour la production de moteurs diesel à usage industriel et le second à Trieste pour la production de moteurs marins et de groupes électrogènes. Finmeccanica, via sa maison mère IRI, détient la majorité du capital de VM et la société est intégrée dans le groupe IRI-Finmeccanica. Elle y restera un acteur important jusqu'en 1989.
VM Motori a toujours assuré la conception et la fabrication de ses propres moteurs Diesel à injection pour des utilisations les plus diverses. Initialement destinés aux secteurs industriels, agricoles et maritimes, c'est à partir du milieu des années 1970, que VM proposera une nouvelle famille de propulseurs de conception avancée qui trouvera des applications immédiates dans le secteur automobile. C'étaient les premiers moteurs turbo-Diesel rapides sur une voiture sportive construite en série au monde.
Ces moteurs ont permis à VM Motori d'asseoir définitivement sa réputation de grand motoriste et de se faire connaître du grand public.

## Chronologie
1947
VM Motori est créée à Cento dans la province de Ferrare, à côté de Bologne, en Italie, par Vancini et Martelli d'où l'acronyme VM. Située dans une région connue pour sa richesse en entreprises de mécaniques comme Ferrari, Lamborghini, Maserati, Ducati, etc., VM dépose le brevet du premier moteur Diesel italien et un des premiers mondiaux, avec refroidissement par air et à injection directe.
1962
Les capacités de production de la première usine sont rapidement saturées et un nouveau site industriel est inauguré. Une attention particulière est portée à la division Recherche & Développement, ainsi qu'au laboratoire attenant.
1971
L'activité de l'entreprise continue à un rythme important. La société procède à une fusion absorption avec les "Stabilimenti Meccanici Triestini" de Trieste. C'est ainsi que naît la société "Stabilimenti Meccanici VM SpA" avec deux sites de production, l'un à Cento et l'autre à Trieste, dans lesquels sont répartis les différentes gammes de production.
1974
Parmi les moteurs fabriqués dans l'usine de Cento, on trouve la nouvelle série HR, avec préchambres, refroidis par eau, suralimentés et avec un régime moteur élevé pour l'époque : 4 200 tr/min. Ce sont ces moteurs qui seront montés sur des automobiles dès la fin des années 1970 après le premier choc pétrolier.
1979
Au Salon automobile de Francfort de 1979, Alfa Roméo présente la première voiture équipée d'un moteur Diesel produit par l'usine de Cento : une Alfa Romeo Alfetta. À partir du milieu des années 1980, le secteur des moteurs Diesel pour automobiles est devenu une branche très importante pour VM, ce qui lui a permis de rester un des motoristes les plus affirmés du secteur et faire face à une concurrence toujours plus forte liée aux regroupements des constructeurs au niveau mondial.
Années 1980
Le groupe britannique British Leyland choisit les moteurs VM pour équiper les modèles Range Rover, Rover SD1 et Rover 800.
1989
Finmeccanica, la section mécanique de la holding publique italienne IRI, décida de céder VM Motori, considérant que la production de moteurs Diesel n'était plus stratégique. En décembre 1989, avec une opération de LBO, la direction, s'appuyant sur la banque Midland Montague, VM Motori redevient une société de droit privé, avec un seul site de production à Cento.
1990
Au mois de janvier, à Milan, VM Motori présente un moteur révolutionnaire pour l'époque, appelé Turbotronic, qui en plus de la suralimentation utilisait l'électronique pour le contrôle de la combustion. Avec le Turbotronic le moteur diesel le plus "propre" du monde était né. Il sera fabriqué par VM Motori pendant plus d'une décennie et équipera les véhicules des principaux constructeurs mondiaux comme Ford, Chrysler, General Motors, Rover, Alfa Romeo et bien d'autres.
1995
L'activité de VM Motori provient à 75 % du secteur automobile. La société représente une proie facile pour certains financiers et en janvier, VM Motori est rachetée par Detroit Diesel Corporation, groupe américain spécialiste dans le Diesel, qui représente un des majors aux États-Unis mais dont la technologie comparable à celle de VM lui fait défaut.
Ayant gardé une large autonomie décisionnelle, la société peut poursuivre sa politique de recherche et développement et trouve un nouveau client important en Chrysler à qui VM Motori fournit depuis cette époque l'essentiel des propulseurs Diesel 2,5 litres pour les gammes Voyager et Cherokee.
1998
Un nouveau moteur turbodiesel trois-cylindres de 1,5 litre a été développé par VM Motori, le R315 SOHC. Il comporte un simple arbre à cames en tête, quatre soupapes par cylindre et l'injection directe common rail. Il a été conçu spécialement à la demande du constructeur sud-coréen Hyundai. Il est fabriqué sous licence en Corée et est monté sur les modèles Hyundai Accent, Hyundai Getz et Hyundai Matrix commercialisés de 2001 jusqu'à la fin de 2009.
L'entreprise vend également ses produits hors secteur automobile, comme les moteurs marins, pour l'énergie ou la défense. MTU Friedrichshafen, un fabricant allemand de moteurs diesel, détient les droits exclusifs de vente pour VM Motori des moteurs "off road" en dehors de l'Italie.
2000
VM Motori, à la suite de la reprise de Detroit Diesel Corporation par Daimler AG, est intégré dans le groupe DaimlerChrysler (à l'époque les deux constructeurs avaient fusionné).
2003
Une nouvelle répartition du capital de VM Motori est opérée : 51 % Penske Group et 49 % à DaimlerChrysler. Avec une capacité de 80 000 moteurs par an et un millier de salariés, VM Motori dispose d'une usine de 85 000 m2, dont 50 000 couverts, et développe toujours en son sein les moteurs de la prochaine génération.
2004
GM Daewoo a acheté une licence pour la fabrication des moteurs diesel common rail R 315 et RA420 SOHC de 1,5 litre et 2,0 litres. Une usine spécifiquement destinée à la production de ce moteur a été construite en 2004 et 2005, et a commencé la production en 2006. La version 2,0 L diesel est montée sur la Daewoo Winstorm aussi commercialisée sous les marques Chevrolet Captiva et Opel Antara, la Daewoo Lacetti ou Chevrolet Lacetti, la Daewoo Tosca ou Chevrolet Epica et la Chevrolet Cruze.
2006
La dernière version "TX4" des fameux Taxicabs produite par London Taxis International bénéficie du moteur diesel R425 DOHC de 2,5 L VM Motori.
2007
Après la séparation judiciaire de Daimler AG et de Chrysler aux torts de l'allemand qui a conduit Chrysler à la faillite, Daimler AG vend le restant de sa participation dans VM Motori à l'américain Penske.
Juin 2007
VM et Jeep escaladent les montagnes du Nevada : VM Motori équipe désormais le dernier modèle Jeep Wrangler avec le turbo-Diesel de 2,8 l de 177 ch fabriqué à Cento.
Juillet 2007
GM veut acheter 50 % de VM Motori : General Motors a annoncé avoir signé un accord pour créer une coentreprise avec Penske Corporation pour la reprise de 50 % du capital de VM MOTORI S.p.A. GM veut ainsi introduire les moteurs Diesel aux États-Unis.
Janvier 2011
Le groupe italien Fiat a mis la main en 2009 sur Chrysler en faillite à cause de la mauvaise gestion de Daimler AG. Fiat Powertrain Technologies rachète la participation de l'américain Penske Corporation et devient l'actionnaire référent de VM Motori. Fiat veut équiper toute la gamme Chrysler avec le V6 Diesel VM (A630 DOHC), en remplacement des anciens moteurs Mercedes-Benz ainsi que ses propres modèles haut de gamme à venir Fiat, Lancia, Alfa Romeo et peut être aussi Maserati. Ce moteur équipe les modèles Lancia Thema (2011) et Lancia Voyager ainsi que les nouveaux modèles Jeep 2011.
Octobre 2013
Fiat rachète à GM sa part dans VM Motori. Fiat en devient l'unique actionnaire et l'intègre dans sa division powertrain FPT. VM équipe en particulier avec ce nouveau V6 Diesel 3,0 le Jeep Grand Cherokee et les nouvelles Maserati Ghibli et Quattroporte.
Les premières utilisations du nouveau moteur A 630 DACT sont le Grand Cherokee WK2 et les Ram 1500 (2014) Eco-Diesel, le même moteur monté aussi sur la Maserati Ghibli III. Ce moteur a remporté plusieurs prix, dont celui du meilleur moteur de 2014,.

## Liste des principaux moteurs automobile VM Motori
Les informations techniques ci-dessous sont essentiellement tirées de l'encyclopédie Quattroruote - Tutte le Auto del Mondo et des fiches techniques des moteurs sur le site de VM Motori.

### 3 cylindres
Le premier moteur diesel 3 cylindres en ligne VM (alésage x course : 92 × 89,2 mm) fut le 318 OHC à injection indirecte, lancé en 1985. Avec une cylindrée de 1 779 cm3 et 2 soupapes par cylindre, il développait 72 ou 84 ch. Il dérivait du moteur 425 OHV, le premier de la gamme VM, auquel il avait été supprimé un cylindre pour réduire la cylindrée. Il a équipé les Alfa Romeo 33. Dans sa version turbocompressée avec intercooler HR 392 SOHC, il développait 94 ch.
- 1986-1989 : Alfa Romeo 33 : 73 ch / 54 kW à 4 200 tr/min - couple : 178 N m à 2 400 tr/min[8].
- 1990 à 1995 : Alfa Romeo 33 II : 84 Ch / 62 kW à 4 200 tr/min - 178 N m à 2 400 tr/min.

#### R315 SOHC
C'est le seul moteur à 3 cylindres encore actuellement en production. Conçu à la demande spécifique de Hyundai, c'est un moteur dont la cylindrée est de 1 493 cm3 et dispose de 2 niveaux de puissance : 82 et 108 ch. il est produit sous licence en Corée du Sud chez Hyundai.
Il a équipé les modèles suivants :
- Hyundai Accent Mk2 1.5 CRDi : 90 ch / 60 kW) - couple 180 N m, modèle destiné au seul marché européen ;
- Hyundai Matrix : 90 ch / 60 kW - 180 N m ;
- Hyundai Getz : 90 ch / 60 kW - 180 N m.

### 4 cylindres
C'est la famille la plus nombreuse de moteurs dont les plus anciens étaient à injection indirecte et à partir de 2000, à injection directe common rail. On trouve plusieurs combinaisons, simple arbre et double arbre à cames, en tête ou latéral.

#### HR 488 OHV
C'est le plus ancien des moteurs VM à usage automobile de grande diffusion. Un moteur 2,0 L de 1 995 cm3, 4 cylindres en ligne et 2 soupapes par cylindre, injection indirecte SPICA - super carré avec alésage x course de 88,0 × 82,0 mm. Ce moteur a été développé pour Alfa Romeo en 1979, développant 82 ch / 60 kW à 4 300 tr/min et 162 N m à 2 300 tr/min, est également connu sous les labels VM80A et VM4 HT. VM Motori et Alfa Romeo appartenaient au même groupe Finmeccanica.
Il a équipé les modèles suivants :
- octobre 1979 à décembre 1984 : Alfa Romeo Alfetta ;
- mars 1983 à mai 1985 : Alfa Romeo Giulietta ;
- mai 1985 à février 1992 : Alfa Romeo 75, 95 ch / 70 kW à 4 300 tr/min et 192 N m à 2 300 tr/min ;
- 1984 FSO Polonez, 84 ch / 62 kW à 4 300 tr/min et 162 N m à 2 500 tr/min.

#### HR 492 OHV
Moteur diesel 2,4 L de 2 393 cm3 - 4 cylindres en ligne avec 2 soupapes par cylindre et injection indirecte - alésage x course : 92,0 × 90,0 mm. Ce moteur a également été nommé VM81A ou VM4 HT 2.4. Au début, le compresseur utilisé était un KKK 24 remplacé ensuite par un KKK 16.
La distribution vilebrequin/arbre à cames est assurée par une cascade de pignons, et non pas une chaîne ou une courroie crantée de distribution.
Il a équipé les modèles suivants :
- avril 1982 à octobre 1986 : Rover 2400 SD Turbo (SD1), 90 ch / 67 kW à 4 000 tr/min et 192 N m à 2 350 tr/min ;
- avril 1983 à décembre 1984 : Alfa Romeo Alfetta, 95 ch / 69 kW à 4 300 tr/min et 162 N m à 2 300 tr/min ;
- 1984 : Delta Motors Corporation filiale de Toyota aux Philippines pour la Delta Mini Cruiser/Explorer, 100 ch / 74 kW à 4 200 tr/min ;
- octobre 1984 à janvier 1987 : Alfa Romeo 90, 110 ch / 81 kW à 4 200 tr/min et 235 N m à 2 300 tr/min ;
- 1986 à octobre 1989 : Range Rover, 106 ch / 80 kW à 4 200 tr/min et 238 N m à 2 400 tr/min ;
- 1986 - : UAZ 469, 97 ch /71 kW à 4 200 tr/min et 216 N m à 2 300 tr/min, pour les exemplaires vendus en Europe et installé en Italie par l'importateur V. Martorelli ;
- octobre 1988 à février 1992 : Alfa Romeo 75, 112 ch / 81 kW à 4 200 tr/min et 240 N m à 2 400 tr/min.

#### 425 OHV
Moteur diesel 2,5 L de 2 499 cm3 - 4 cylindres en ligne avec 2 soupapes par cylindre, injection indirecte. Alésage x course : 92,0 x 94,0 mm. Le moteur est aussi été désigné sous la cylindrée 2 500 ou 2 499 cm3 selon comment l'on arrondissait les 2 499,5 cm3 de sa cylindrée. Ce moteur a été aussi dénommé HR 492, signifiant quatre cylindres de 92 mm de diamètre. La distribution vilebrequin/arbre à cames est assurée par une cascade de pignons, et non pas une chaîne ou une courroie crantée de distribution.
Il a équipé les modèles suivants :
- 1987-1992 : Alfa Romeo 164, 114-117 ch / 84–86 kW à 4 200 tr/min et 258 N m à 2 500 tr/min (HR492/VM84A/VM08) ;
- 1989-1992 : Range Rover, 119 ch / 89 kW à 4 200 tr/min et 284 N m à 1 950 tr/min ;
- 1990-1999 : Rover 800, 118-120 ch / 87–88 kW et 268 N m à 2 100 tr/min ;
- 1991-1995 : Dodge Caravan C / V pour le marché américain uniquement, 118 ch / 87 kW et 262 N m ;
- 1991-2000 : Chrysler Voyager, 118 ch / 87 kW et 262 N m ;
- 1992-1998 : Alfa Romeo 164, 125 ch / 92 kW à 4 200 tr/min et 294 N m à 2 000 tr/min (HS492/VM32) ;
- 1994-1998 : Alfa Romeo 155, 125 ch / 92 kW à 4 200 tr/min et 294 N m à 2 000 tr/min ;
- 1994-2001 : Jeep Cherokee XJ, 118 ch / 88 kW à 4 000 tr/min et 300 N m à 2 000 tr/min ;
- 1995-1998 : Jeep Grand Cherokee, 114 ch / 85 kW et 300 N m ;
- 1996-2000 : GAZ van et minibus GAZelle, 101 ch / 75 kW) et 232 N m ;
- 1997-2000 : UAZ 3160, 101 ch / 75 kW et 232 N m ;
- 1999-2000 : Dodge Dakota II, 114 ch / 85 kW et 300 N m.

Ce moteur a également été utilisé dans les Toyota Land Cruiser, Toyota Hilux et Opel Frontera.
Entre 1997 et 2001, ce moteur a été fabriqué sous licence par "Detroit Diesel Motores do Brasil" dans son usine de Curitiba, Parana, Brésil. L'usine a été ensuite été vendue à Perkins après que la production locale du Dodge Dakota ait été arrêtée.

#### R 425 OHV
C'est le moteur 425 OHV équipé du système d'injection directe de carburant pour des émissions plus propres.

#### R 425 DOHC
Moteur diesel 2,5 L de 2 499 cm3 - 4 cylindres en ligne avec injection directe à quatre soupapes par cylindre et à rampe commune common rail). Également disponible avec turbocompresseur à géométrie variable (VGT) avec une puissance de 163 ch / 120 kW.
Il a équipé les modèles suivants :
- 2001-2007 : Chrysler Voyager, 141 ch / 105 kW et 340 N m ;
- 2002-2004 : Jeep Cherokee ou Jeep liberty aux États-Unis, 141 ch / 105 kW et 340 N m ;
- 2006 - : LDV Maxus (fourgon britannique du gabarit du Ford Transit)[11]. 118 ch / 88 kW à 4 000 tr/min et 300 N m à 2 000 tr/min.

Une version déclassée de ce moteur dont la puissance a été ramenée à 100 ch a été choisie en 2006 pour la nouvelle génération de l'emblématique London Taxi TX4.

#### RA 420 SOHC
Moteur 2,0 L de 1 991 cm3 - 4 cylindres en ligne avec injection directe à quatre soupapes par cylindre et à rampe commune. Produit sous licence par GM Daewoo.
Il a équipé les modèles suivants :
- Chevrolet Cruze : 150 ch / 110 kW et 320 N m ;
- Daewoo Lacetti - Daewoo Nubira II - Chevrolet Optra : 121 ch / 89 kW et 280 N m ;
- Daewoo Tosca - Chevrolet Epica : 150 ch / 110 kW et 320 N m ;
- Daewoo Winstorm - Chevrolet Captiva : 150 ch / 110 kW et 320 N m, code moteur : Z 20 S1 ;
- Hyundai Elantra XD : 111 ch / 82 kW et 250 N m ;
- Hyundai i30 FD : 140 ch / 103 kW et 305 N m ;
- Hyundai Sonata NF : 140-150 ch / 103-110 kW et 305 N m ;
- Hyundai Tucson JM : 111-140-150 ch / 82-103-110 kW (selon l'année du modèle) et 250-305 N m ;
- Hyundai Santa Fe SM : 111 ch / 82 kW et 250 N m ;
- Hyundai Santa Fe CM : 140-150 ch / 103-110 kW et 305 N m ;
- Hyundai Trajet : 111 ch / 82 kW et 250 N m ;
- Kia Cerato - Spectra LD : 111 ch / 82 kW et 250 N m ;
- Kia cee'd ED : 140 ch / 103 kW et 305 N m ;
- Kia Optima - Magentis MG : 140-120-136-150 ch / 103-88-100-110 kW (selon l'année des modèles) et 305 N m ;
- Kia Carens FC : 111 ch / 82 kW et 250 N m ;
- Kia Carens UN : 140 ch / 103 kW et 305 N m ;
- Kia Sportage JE : 111-140-150 ch / 82-103-110 kW (selon l'année du modèle) et 250-305 N m ;
- Opel Antara : 150 ch / 110 kW et 320 N m.

#### R 428 DOHC
Le moteur R 428 DOHC est le R 425 DACT dont la cylindrée a été portée de 2,5 L à 2,8 L - 2 766 cm3.
Il a équipé les modèles suivants :
- 2001-2007 : Chrysler Voyager (transmission automatique) : 150 ch / 110 kW et couple 360 N m ;
- 2001-2004 : Jeep Cherokee en Europe : 150 ch / 110 kW et couple 360 N m ;
- 2005-2007 Jeep Liberty aux États-Unis : 163 ch / 120 kW et couple 400 N m ;
- 2008-2010 (mod. RA 428 DACT) : Jeep Liberty : 177 ch / 130 kW et couple 410-460 N m ;
- 2004- : BMC Megastar : 127 ch / 95 kW et couple 250 N m ;
- 2007-2010 (mod. RA 428 DACT) : Dodge Nitro : 177 ch / 130 kW et couple 410/460 N m ;
- 2007-2010 (mod. RA 428 DACT) : Jeep Wrangler : 177 ch / 130 kW et couple : Boite manuelle 410 N m / automatique 460 N m ;
- 2008-2011 (mod. RA 428 DACT) : Chrysler Grand Voyager (transmission automatique) : 163 ch / 120 kW et couple 400 N m.

#### A 428 DACT
C'est une évolution du R 428 DACT avec système d'injection à rampe common rail à 1 800 bars et injecteurs piézo-électriques.
Il équipe les modèles suivants :
- 2010-2012 : Jeep Cherokee : 200 ch / 147 kW et couple : boite manuelle 410 N m / automatique 460 N m ;
- 2010-2018 : Jeep Wrangler : 200 ch / 147 kW et couple : boite manuelle 410 N m / automatique 460 N m ;
- 2011-2013 Chrysler Grand Voyager - Lancia Voyager : 163 ch / 120 kW et couple 360 N m ;
- 2013-présent : Chrysler Grand Voyager - Lancia Voyager : 178 ch / 131 kW et couple 360 N m ;
- 2013-présent : Holden Colorado - Holden Colorado 7 : 200 ch / 147 kW et couple 500 N m (depuis novembre 2013).

### 5 cylindres
Le premier moteur automobile VM à 5 cylindres a été créé en 1983. C'était un moteur de 2 494 cm3 développant 105 ch avec un couple de 206 N m à 2 400 tr/min équipant l'Alfa Romeo Alfa 6 2.5 Turbodiesel. Il était issu de la même conception modulaire que le premier 4 cylindres de 1 995 cm3 qui équipait les Alfa Romeo Alfetta et Giulietta en lui ajoutant un cylindre. Un an après la mise en fabrication de ce moteur, VM présentait le 4 cylindres de 2 393 cm3 qui équipera l'Alfa Romeo 90 d'une puissance de 110 ch mais avec une consommation moindre. Avec l'arrêt de la fabrication de l'Alfa 6 en 1987, VM ne produira plus de nouveaux moteurs à 5 cylindres jusqu'en 1999. Actuellement plus aucune voiture commercialisée dans le monde n'est équipée d'un moteur VM 5 cylindres.

#### HR 588 OHV
Moteur 2,5 L de 2 494 cm3, 5 cylindres en ligne avec deux soupapes par cylindre et injection indirecte Spica. Alésage x course 88,0 x 82,0 mm. Ce moteur est une version à cinq cylindres du moteur 2 litres HR488 et utilise un turbocompresseurs KKK.
Il a équipé les modèles suivants :
- 1983 à mai 1986 : Alfa Romeo Alfa 6 : 105 ch / 82 kW à 4 200 tr/min et 240 N m à 2 400 tr/min ;
- 1987-1988 : Toyota Land Cruiser II BJ73 : 99 ch / 73 kW à 4 000 tr/min et 220 N m à 2 600 tr/min (pour plusieurs marchés en Europe).

#### 531 OHV
Ce moteur 531 OHV est un 425 OHV avec un cylindre supplémentaire, 3,1 L de 3 125 cm3, 5 cylindres en ligne avec deux soupapes par cylindre et injection indirecte. Le R 531 OHV sera la version à injection directe common rail.
Il a équipé essentiellement le modèle suivant :
- 1999-2001 : Jeep Grand Cherokee WJ : 138 ch / 103 kW et 384 N m.

### 6 Cylindres

#### 638 OHV
Ce moteur est le 531 OHV avec un cylindre supplémentaire, 3,8 L de 3 749 cm3, 6 cylindres en ligne avec deux soupapes par cylindre et injection indirecte.
Il a équipé les modèles suivants :
- 1995-1999 Asia Motors - Kia Combi : 135 ch / 101 kW et 320 N m ;
- 1995-2000 : Bucher-Guyer Duro : 148 ch / 110 kW et 340 N m ;
- 1999 : camions Béring : 116 ch / 87 kW et 400 N m.

#### R 638 OHV
Ce moteur est un 638 OHV équipé de l'injection directe common rail.

#### D 642 OHV
Ce moteur est l'évolution du R 638 OHV dont la cylindrée a été portée de 3,8 L à 4,2 L - 4 164 cm3. Il a été le premier moteur VM Motori à adopter l'injection directe.
Il a équipé le modèle suivant :
- 2001-2002 : Bucher-Guyer Duro : 158 ch / 118 kW et 400 N m.

#### RA 629 DACT
Moteur 2,9 L de 2 935 cm3 V6 avec double arbre à cames en tête et quatre soupapes par cylindre, injection directe common rail.
Développé spécialement pour General Motors, sa production s'est arrêtée à la fin de l'année 2008 après que Cadillac ait décidé de quitter le marché européen et que Saab, l'ancienne filiale de GM, ait été mise en vente. GM n'avait pas d'autres utilisations de ce moteur.

#### A 630 DACT
Moteur 3,0 L de 2 987 cm3 V6 avec double arbre à cames en tête et quatre soupapes par cylindre, injection directe common rail. C'est une variante pour se conformer aux normes d'émissions de CO2 en Amérique du Nord (ALENA). Il est aussi connu sous le nom de code L630 DACT et commercialisé dans les modèles Chrysler sous le label EcoDiesel.
Il équipe les modèles suivants :
- depuis 2011 : Jeep Grand Cherokee - 240 ch / 177 kW, couple 550 N m ;
- 2012 : Chrysler 300 - Lancia Thema II - 190 ch / 140 kW à 4 000 tr/min, couple 440 N m à 1 600-2 800 tr/min, et 239 ch / 176 kW à 4 000 tr/min, couple 550 N m à 1 800–2 800 tr/min ;
- 2013 : Maserati Ghibli III - 271 ch / 202 kW à 4 000 tr/min, couple 600 N m à 2 000 tr/min ;
- 2013 : Quattroporte VI (2013) - 271 ch / 202 kW à 4 000 tr/min, couple 600 N m à 2 000–2 600 tr/min ;
- 2014 : Jeep Grand Cherokee - 240 ch / 179 kW à 3 600 tr/min, couple 420 N m à 2 000 tr/min ;
- 2014 : Dodge Ram 1500 DT 5e génération - 240 ch 179 kW à 3 600 tr/min, couple 420 N m à 2 000 tr/min.

### Autres véhicules ayant utilisé les moteurs VM Motori
- AMC Eagle 1979-87
- Ford Scorpio 1985-98
- Jeep Wrangler
- Opel Frontera-Isuzu Wizard 1996-97
- Range Rover Turbo D 1986-94
- Toyota Hilux (2.4D)
- Toyota Land Cruiser J70 1984-201x